# Іоан Григорович
Іоан Григорович — єпископ (управитель) Мукачівської православної єпархії до укладення Ужгородської унії.

## Історичні дані
В «Історії карпатських русинів» подається список єпископів Мукачівської єпархії від Луки – до Василя Поповича та згадка про останніх православних єпископів Марамороша Йосифа Стойку і Досифея Теодоровича. 
Стосовно Іоан Григорович там зазначено час єпископства. 1627-1635р.

### Дослідження та версії
Задокументовані приклади єпископських висвячень претендентів на Мукачівське владицтво православними митрополитами в Яссах з кінця XVI ст. не дають підстав робити якісь ґрунтовні висновки щодо їхньої юрисдикційної належності принаймні в доунійний («схизматичний») період. Натомість ідейні витоки та організаційні потуги ґенези Ужгородської церковної унії 1646–49 рр. пов’язуються з києво-галицьким унійним спадком.
Унійна акція 1613–1614 рр. у Краснобрідському монастирі за участю Перемиського з’єднаного єпископа Атанасія (Крупецького), особисті зустрічі між Мукачівським єпископом Іоанном (Григоровичем) та Київським унійним митрополитом Йосифом Велямином (Рутським) (1628), особиста заанґажованість у справу унії василіанських монахів Петра Партенія та Гавриїла Косовича (Косовицького) – переконливий ланцюжок лінеарних впливів збірного образу «Галичини» на події в Ужгороді 1646 р.
При цьому всьому Іван Григорович займає своє відповідне історії єпархії місце і заслуговує на збереження в пам'яті нащадків.

## Церковна юрисдикція єпархів
Питання церковної юрисдикції Мукачівських єпархів від заснування єпархії і до прийняття унії вважається дискусійним, адже є погляди на існування на Закарпатті двох центрів церковної влади - в Мукачеві та в Грушеві. У середині XV століття в Мукачеві згадується пресвітер Лука, який міг виконувати єпископські функції, підпорядковуючись Сербському митрополиту. Відома також грамота Константинопольського патріарха Антонія від 1391 про надання Грушевському монастирю ставропігії. У 1491 році в Мукачеві згадується єпископ Іоанн, який прагнув поширити свій вплив на всю територію Закарпаття.
Мукачівські владики, аж до смерти єп. Юрія Г. Бізанція, були одночасно архимандритами Святомиколаївського монастиря і їм підлягали всі закарпатські монастирі, хоч вони не були між собою тісно пов'язані. Спроба об'єднати закарпатські монастирі в одну Провінцію наступила щойно після смерті згаданого Владики 1733 p., після похорону якого, ігумени монастирів: Березнянського, Імстичівського, Краснобрідського і Зачівського − признали «законное послушаніе» ігуменові Мукачівського монастиря, який був зобов'язаний їхні монастирі «ведлуг регули святой − посипати и о них попеченіе мати». Так першим протоігуменом став тодішній ігумен Святомиколаївського монастиря на Чернечій горі, о. Григорій Булко ЧСВВ († 1742), від якого властиво зачинається список Василіянських Протоігуменів на Закарпатті.
З часу укладення 24 квітня 1646 року Ужгородської унії єпископ Мукачева підпорядковувався Ягерському єпископу, аж поки єпископ Андрій Бачинський (*1732 - †1809) (1773 — 1809) не добився незалежності від "Ягеру".
1764 року Єпархіальний синод у Мукачевому постановив «раз і назавжди розірвати свою залежність від Ягерського єпископа».
19 вересня 1771 року Папа Климент XIV буллою «Eximie Regalium Principium» вивів Мукачівську єпархію з безпосереднього підпорядкування римо-католицького єпископа в Ягрі, наділивши наглядовими функціями над нею угорського римо-католицького Остригомського архієпископа.